# 呢绒
毛呢又作呢绒，動物絨毛類布料之泛稱。又細分呢與绒。

## 呢
呢（音譯自法语：laine）法語本义为羊毛，現今泛指羊毛（最常見）、兔毛、驼毛，或者與涤纶、粘胶、腈纶等混纺的布料。由於悬垂性好，抗皱性和保暖性佳，通常用以制作礼服、西装、大衣等高档冬裝。设计上多以衣领领型的变化及廓型的塑造为设计重点，款式简洁大方高雅。
早期又譯“嗹”。《明史》卷三百二十五介绍荷兰：“所產有金、銀、琥珀、瑪瑙、玻璃、天鵝絨、瑣服、哆囉嗹。”《红楼梦》第四十九回：“獨李紈穿一件青哆羅呢對襟褂子。”
- 大衣呢（英语：woollen overcoating）是用粗梳毛纱织制的一种厚重毛织物，因主要用做冬季大衣而得名。按织物结构和外观分平厚大衣呢、立绒大衣呢、顺毛大衣呢、拷花大衣呢和花式大衣呢等。
- 花呢（英语：fancy suiting）是精纺和粗纺呢绒中花色品种最多的一类毛织物，多用于做套装、上衣、西裤等。根据重量，195g/m²以下的为薄花呢;195～315g/m²的为中厚花呢； 315g/m²以上的为厚花呢。

## 绒

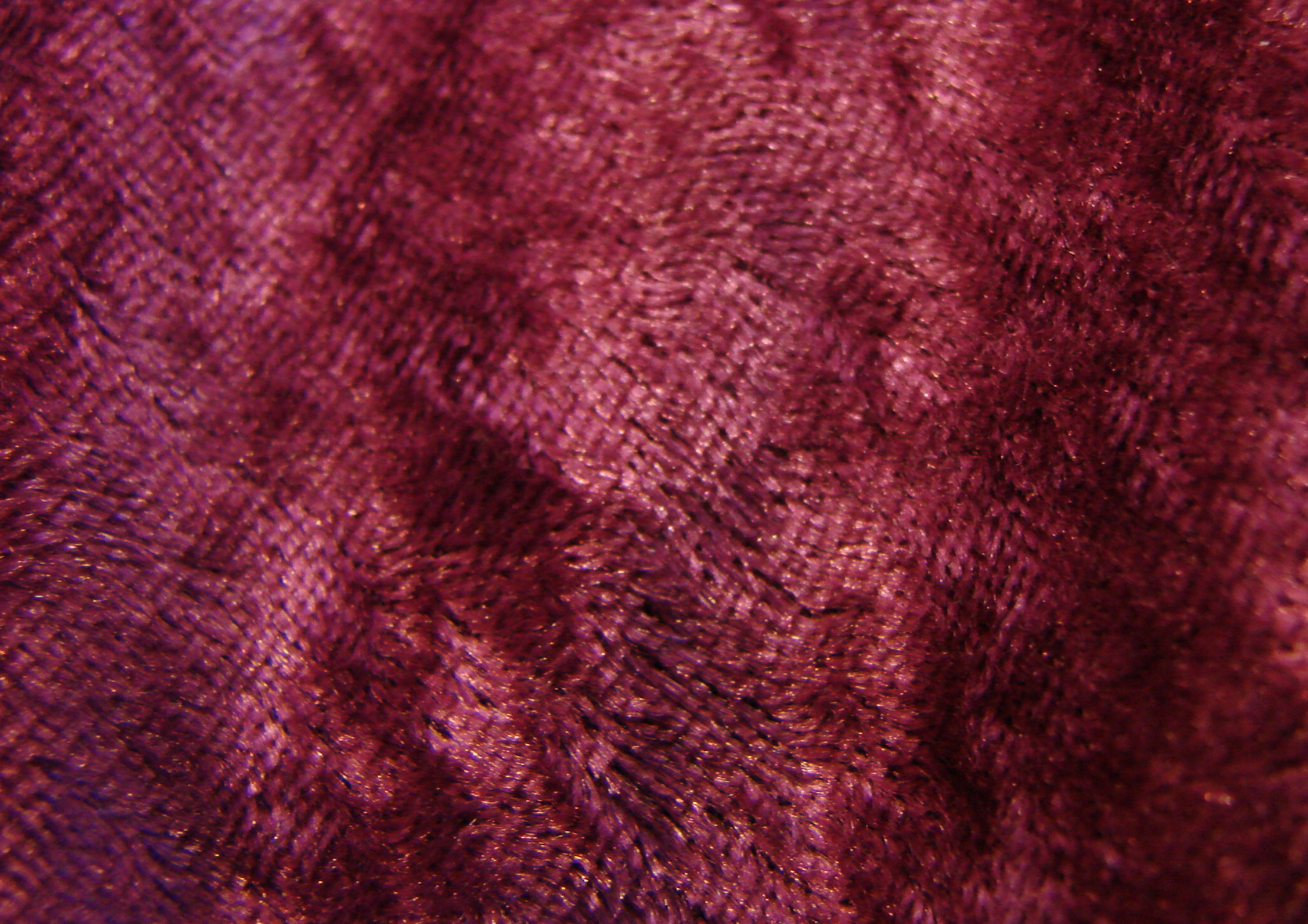
绒布

绒（英语：nap）本意是柔软细小的毛，今泛指表面有一层细毛的布料。绒布（英语：napped fabric）则泛指棉、丝或毛制成的上面有一层细毛的纺织品。
- 灯芯绒
- 抓毛绒
- 天鹅绒
- 法兰绒
- 长毛绒
- 光明绒（英语：bright velvet）是一种提花丝绒，多用于女式高级礼服和装饰。
- 凹凸绒（英语：sculptured velvet）是一种表面有立体花纹的花丝绒，是制作礼服和装饰品的纺织材料。

## 外部連結
科普向說明、圖文說明
- . A 咪小舖. 2016-12-19  [2020-08-28]. （原始内容存档于2019-06-09）.

## 延伸阅读
[在维基数据编辑]
 《欽定古今圖書集成·經濟彙編·食貨典·絨部》，出自陈梦雷《古今圖書集成》